# Ерккі Туоміоя
Ерккі Сакарі Туоміоя, (фін. Erkki Sakari Tuomioja; * 1 липня 1946, Гельсінки, Фінляндія) — фінський державний і політичний діяч. З 22 червня 2011 — міністр закордонних справ Фінляндії. Журналіст, дипломат.

## Життєпис
Народився 1 липня 1946 у Гельсінкі, Фінляндія. Доктор філософії політології та економіки.
У 1971 захистив магістерську дисертацію в галузі політичних наук в  університеті Гельсінкі, а в 1974 — дисертацію в галузі економіки.

### Політична діяльність
З 1970 по 1979 — депутат фінського парламенту, соціал-демократ.
З 1979 по 1991 — заступник мера Гельсінкі.
З 1991 — депутат фінського парламенту.
З 1999 по 2000 — міністр торгівлі та промисловості Фінляндії.
З 2000 по 2007 — міністр закордонних справ Фінляндії в кабінеті Пааво Ліппонена, Аннелі Яаттеенмякі та Матті Ванганена.
З 2007 — депутат фінського парламенту, голова комітету у справах Європейського Союзу.
З 22 червня 2011 — міністр закордонних справ Фінляндії.
Читає лекції з політичної історії в Університеті Гельсінкі.

### Сім'я
- Дід — Суло Вуолійокі, фінський соціал-демократ, особистий друг Леніна
- Бабуся — Гелла Вуолійокі (фін. Hella Wuolijoki, народилася в Естонії в 1886 році, померла в 1954 році), з 1908 року одружена з фінським політиком Суло Вуолійокі. Авторка циклу п'єс про жителів садиби Ніскавуорі. Дотримувалася лівих поглядів і в 1943 році була засуджена до довічного ув'язнення за звинуваченням у радянській розвідці. Вийшла на волю після завершення війни Фінляндії з СРСР і очолила державну радіомовну компанію, пізніше стала депутаткою парламенту[2].
- Батько — Сакарі Туоміоя (1911–1964), прем'єр-міністр Фінляндії в 1953–1954.
- Мати — Ваппу Ілліка Туоміойя (до шлюбу Вуолійокі), дочка письменниці Хелли Вуолійокі.
- Брат — Туулі Туоміойя
- Дружина — Мар'я — Хелена Райан (фін. Marja Helena Rajala)).
- Дітей немає.

## Цікаві факти
- У 2006 став лауреатом престижної премії «Фінляндія» (34 тис. $) у жанрі «наукова література» за книгу «Häivähdys punaista» («Блиск червоного»).[3]
- Неодноразово заявляв про свій атеїзм.